# Присоединение Литвы к СССР
Присоединение Литвы к СССР — политический процесс в истории Литвы, приведший Литовскую Республику к включению её в состав СССР. Период нахождения республики в составе СССР самой Литвой, странами Балтии и многими другими странами мира называют «Советская оккупация Литвы». Аннексия и советизация Литвы стали следствием подписания СССР и нацистской Германией в августе 1939 года договора о ненападении между Германией и Советским Союзом, секретный протокол которого зафиксировал разграничение сфер интересов этих двух держав в Восточной Европе. Этот процесс был частью общего процесса включения всех трёх стран Балтии в состав СССР.
В 1939—1940 годах СССР путём давления и угроз добился размещения на территории Литвы крупного воинского контингента, а затем и смены правительства страны. Руководимые представителями СССР литовские левые провели выборы в парламент, который объявил Литву советской социалистической республикой и попросил о вступлении в состав СССР. Следствием этих событий стала инкорпорация Литвы в состав Советского Союза, советизация и массовые репрессии.

## Ситуация в Литве и советско-литовские отношения
В результате развала Российской империи большевики столкнулись с проблемой отколовшихся национальных окраин, включая Литву. После провала попытки установить советскую власть в Литве в ходе советско-литовской войны 12 июля 1920 года был подписан мирный договор между РСФСР и Литовской Республикой. В 1934 году СССР поддержал внешнеполитическое сближение Литвы, Латвии и Эстонии, а также продлил на 10 лет двусторонние договора о ненападении со всеми тремя странами. При этом СССР отказался от «ноты Чичерина» 1926 года с гарантией Литве по решению «виленского вопроса», поскольку отдал приоритет подписанию аналогичного договора с Польшей.
В межвоенной независимой Литве граждане имели обширную информацию о массовых репрессиях в СССР и потому относились к сталинскому режиму с большим недоверием. С другой стороны, лозунги левых к защите социальных завоеваний трудящихся и демократизации общественной жизни, особенно в условиях авторитарного режима Антанаса Сметоны, находили отклик в народе. Историк Михаил Семиряга писал, что «большинство граждан Прибалтики в то время хотело жить в своих независимых республиках».
Первые планы Кремля в отношении инкорпорации стран Балтии были озвучены весной 1939 года при обсуждении противодействия потенциальной германской агрессии. СССР предложил этим странам «гарантии безопасности», включавшие в себя право на советское военное присутствие на их территории в случае «косвенной агрессии», трактуемой крайне широко. Правительства Литвы, Латвии и Эстонии отказались от таких «гарантий», а Литва назвала это «превентивной оккупацией».

## Пакт Молотова — Риббентропа и его последствия

Раздел Восточной Европы между СССР и Германией по пакту Молотова — Риббентропа

23 августа 1939 года в Москве был подписан секретный дополнительный протокол к договору о ненападении между СССР и Германией (Пакт Молотова — Риббентропа), по которому Латвия и Эстония включались в зону влияния СССР, а Литва — в зону влияния Германии, территория Польши была разделена между двумя странами. Однако, после начала Второй мировой войны и реального раздела Польши оказалось, что немцы заняли Люблинское воеводство и восточную часть Варшавского воеводства, территории которых, в соответствии с Пактом, находились в сфере интересов Советского Союза. Поэтому при подписании 28 сентября Договора о дружбе и границе между СССР и Германией, закрепляющего раздел Польши, был подписан также секретный протокол к этому договору, в соответствии с которым Литва, за исключением небольшой территории Сувалкского района, переходила в сферу влияния СССР. Оставшийся небольшой участок территории довоенной Литвы был передан Германией СССР по протоколу от 10 января 1941 года взамен за сумму 7,5 миллионов золотых долларов, или 31,5 миллиона германских марок.
Следствием этого пакта стала аннексия Литвы Советским Союзом. 1 апреля 1940 года в Германии были изданы географические карты, на которых территории Литвы, Латвии и Эстонии были включены в состав СССР

## Советско-литовский договор 1939 года

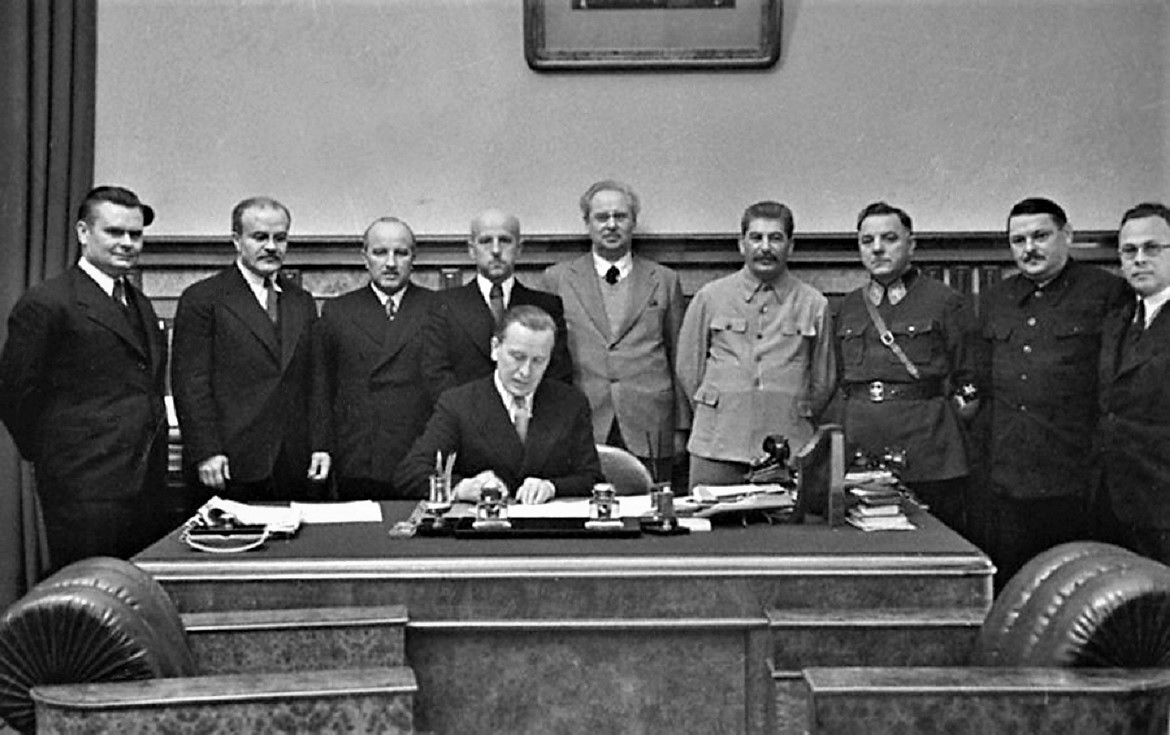
Министр иностранных дел Литвы Ю. Урбшис подписывает советско-литовский договор

С 13 сентября СССР начал переговоры с правительствами стран Балтии, предлагая им договора, в рамках которых СССР получал в распоряжение крупные военные базы на их территориях и размещал там военный контингент сравнимый по количеству с армиями этих стран. Переговоры проходили в условиях давления и угроз со стороны СССР. Вначале был подписан договор с Эстонией, затем с Латвией. Переговоры с Литвой проходили с 3 по 10 октября 1939 года. В отличие от Эстонии и Латвии, Литве было сделано предложение передать ей город Вильнюс и Вильнюсский край до начала войны входившие в состав Польши. В первый же день переговоров Сталин показал литовским дипломатам карту, на которой обозначил «принадлежность Литвы Советскому Союзу».

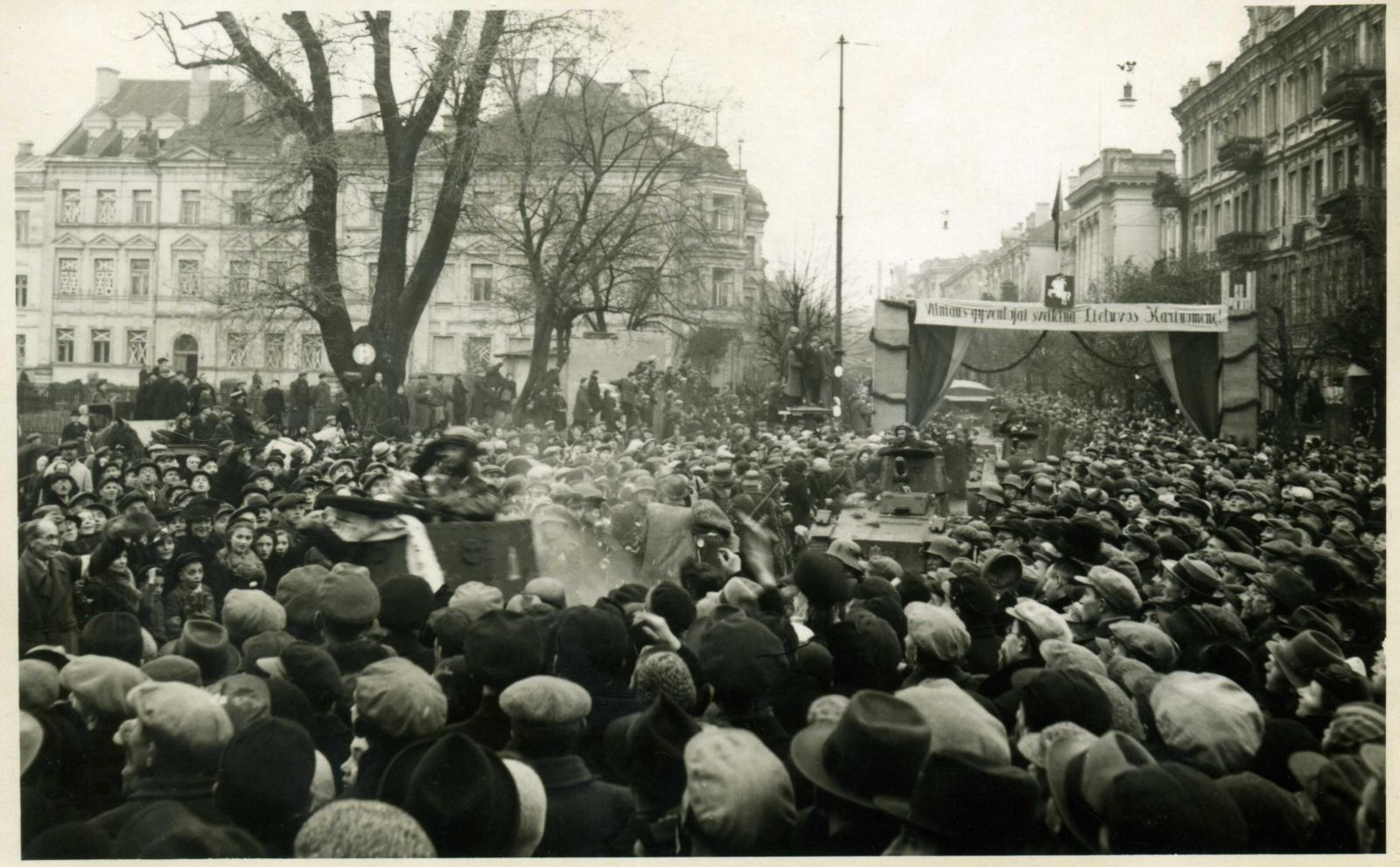
Парад литовской армии в Вильнюсе, 1939 г.

Литовская делегация, которую возглавлял министр иностранных дел Юозас Урбшис, предложила свой вариант — без советских баз и гарнизонов, с созданием советской военной миссии и увеличением численности литовской армии. Сталин дал понять, что это предложение неприемлемо и снизил размер советского контингента до 20 тысяч человек и одновременно начал демонстрацию военных сил на литовской границе, присовокупив угрозу передать Вильно Белоруссии. 10 октября договор был подписан обеими сторонами. Его название отличалось от эстонского и латвийского: «О передаче Литовской Республике города Вильно и Виленской области и о взаимопомощи между Советским Союзом и Литвой». Советский контингент на территории Литвы должен был составить 20 тыс. чел., а вся литовская армия в условиях мирного времени составляла 28 тыс. чел. Договор был заключён на 15 лет с пролонгацией.
Исполнение договора вызвало большие трудности, поскольку договор заключался в большой спешке и формулировки были крайне расплывчатыми, а условия — не проработанными. Были большие сложности в вопросах о пользовании путями сообщения, телефоном и телеграфом, заключении арендных договоров на землю и постройки. Долго решались вопросы с медицинским обеспечением военных и членов их семей, валютой денежного довольствия и другие. Несмотря на экономические трудности, уровень жизни в Литве был значительно выше, чем в СССР. И это оказывало разлагающее влияние на солдат Красной армии. Вскоре после ввода войск советское командование столкнулось с дезертирством. Это было расценено советскими властями как «похищение» и использовано как предлог для пересмотра условий договора.

## Советский ультиматум Литве
Первое время СССР не вмешивался во внутренние дела Литвы. Посольству рекомендовали не поощрять местных коммунистов, жаждавших немедленной советизации. Однако после нападения Германии на Данию и Норвегию, захвата стран Бенилюкса и крупных военных успехов во Франции политика Кремля существенно изменилась, и было решено окончательно завершить балтийский вопрос присоединением этих стран к СССР.
Для этого нужен был конфликт с литовским правительством. Поводом стало «исчезновение» нескольких красноармейцев. Первое сообщение в Москву о таком случае советский посол Николай Поздняков сделал 24 мая 1940 года. В сообщении он утверждал, что литовские должностные лица занимаются укрывательством покинувших места службы солдат. Уже 25 мая нарком иностранных дел Вячеслав Молотов выдвинул официальную претензию правительству Литвы. Вскоре выяснилось, что сбежавшие красноармейцы вернулись в свои части. Несмотря на все попытки литовских чиновников провести совместное расследование, 30 мая советское правительство официально обвинило Литву в «провокационных действиях».
7 июня начался новый этап советско-литовских переговоров, в которых участвовали глава правительства Литвы Антанас Меркис и нарком иностранных дел СССР Вячеслав Молотов. Неожиданно для Меркиса Молотов обвинил Литву в военном сотрудничестве с Балтийской Антантой, якобы направленном против СССР. Несмотря на то, что никаких фактов о присоединении Литвы с военному договору Латвии и Эстонии, который СССР ранее поддерживал, не существовало, Молотов дал понять Меркису, что Кремль не нуждается в доказательствах. Молотов заявил, что Литва, вступив в военный союз, нарушила советско-литовский договор о взаимопомощи.
14 июня 1940 года советское правительство выдвинуло ультиматум правительству Литвы. Советское правительство потребовало арестовать высших должностных лиц литовской полиции, обвинённых в провокационных действиях против советского гарнизона, сформировать просоветское правительство и допустить пребывание на территории республики неограниченного контингента советских войск. На выполнение требований отводилось время до 10:00 15 июня.
С первых дней июня Красная армия вела демонстративную подготовку вторжения во все три страны Балтии. 14 июня в день выдвижения ультиматума была установлена морская и воздушная блокада, НКВД в тылу готовили лагеря для военнопленных, разворачивалась сеть госпиталей. Директива для войск, подготовленная Львом Мехлисом, утверждала необходимость «обеспечить безопасность СССР», а также «через головы правящей антинародной клики … помочь трудовому народу … освободиться от эксплуататорской шайки капиталистов и помещиков».
Президент Литвы Антанас Сметона отправил в отставку правительство А. Меркиса и поручил формирование нового кабинета генералу Стасису Раштикису. Но советское руководство на это не согласилось, заявив, что в Литву направляется специальный уполномоченный сотрудник НКВД Владимир Деканозов, с которым должен быть согласован состав нового правительства. В этих условиях Сметона и военный министр генерал Казис Мустейкис высказались за вооружённое сопротивление. Но правительство их не поддержало и 16 июня Сметона c Мустейкисом покинули Литву. 15 июня 1940 года литовское правительство приняло советский ультиматум.

## Ввод Красной армии в Литву и аннексия

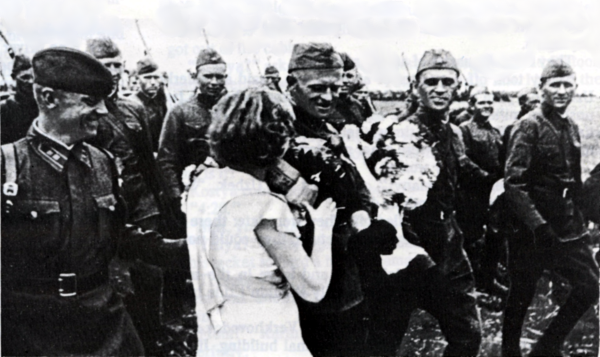
Советские войска в Литве, июнь 1940

15 июня Красная армия вступила в Литву. 16 июня в советских газетах появилось сообщение ТАСС «о ликвидации советско-литовского конфликта». После бегства Сметоны исполняющим обязанности президента стал премьер-министр Антанас Меркис, который поручил Юстасу Палецкису сформировать правительство. Состав правительства утверждался советскими представителями. На ключевой пост министра внутренних дел был назначен коммунист Мечисловас Гедвилас, вступивший в компартию ещё в 1934 году.

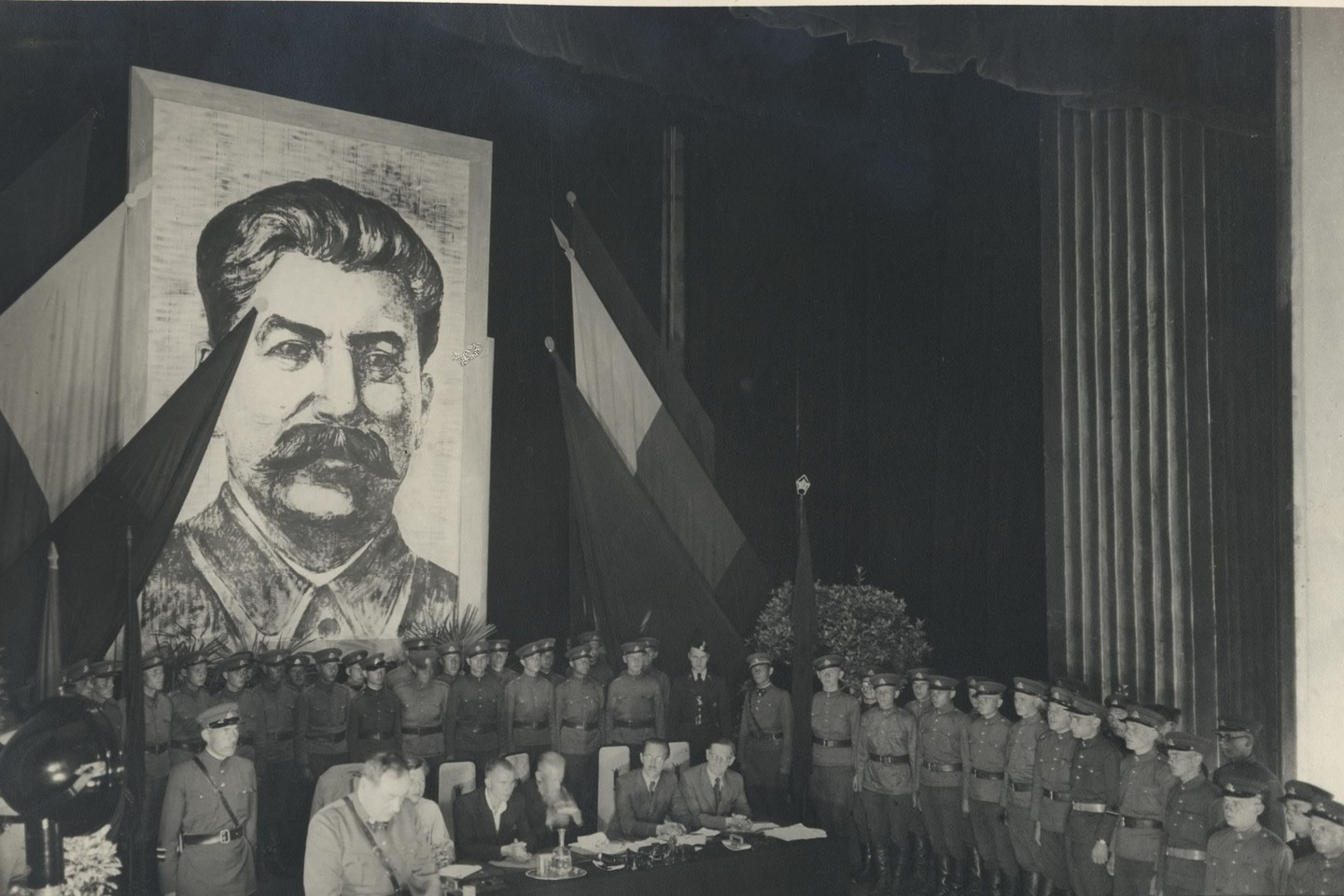
Делегация литовской Народной армии на заседании Народного Сейма (1940 год)

После утверждения правительства и передачи Палецкису властных полномочий, Меркис подал в отставку, и Палецкис принял на себя обязанности президента Литовской республики. Премьером вместо него стал профессор Каунасского университета Винцас Креве-Мицкявичюс, пробывший в этой должности до сентября 1940 года. Президентская должность была аннулирована, главой государства стал Юстас Палецкис, который при Сметоне сидел в лагере Димитравас, а после был депортирован в Латвию.
14—15 июля 1940 года прошли парламентские выборы. При этом персональный состав будущего Народного сейма был представлен Деканозовым и Поздняковым Сталину 7 июля — через 2 дня после официального начала избирательной кампании и за неделю до голосования. Для выборов был сформирован «Блок трудового народа» (аналогично в Латвии и Эстонии), в программе которого была дружба с СССР, демократизация и социальные реформы. Результат выборов: 95,5 % избирателей приняло участие и 99 % из них проголосовало за «Блок трудового народа». 21 июля все три парламента, включая литовский сейм, на первых заседаниях объявили свои страны советскими социалистическими республиками и попросили принять их в состав СССР. Это вхождение было официально оформлено решением VII сессии Верховного совета СССР 3 августа 1940 года. Елена Зубкова называет июньские события в Прибалтике «имитацией „народных революций“ под присмотром советских эмиссаров».
После присоединения Литвы к СССР и образования Литовской ССР в октябре 1940 года к новой республике дополнительно отошла территория Белоруссии площадью 2637 км — поселения Свенцяны (Швенчёнис), Солечники (Шальчининкай), Девянишки (Девянишкес) и Друскеники (Друскининкай).
Присоединение к СССР не вызвало в Литве массового сопротивления, равно как и массовой поддержки. В обществе распространилась теория «двух зол» — выбор между немецкой и советской оккупациями. В рамках такого выбора многим присоединение к СССР показалось приемлемой ценой. Но это изменилось как только начались массовые репрессии и советизация

## Советизация, сопротивление и репрессии

### До немецкой оккупации

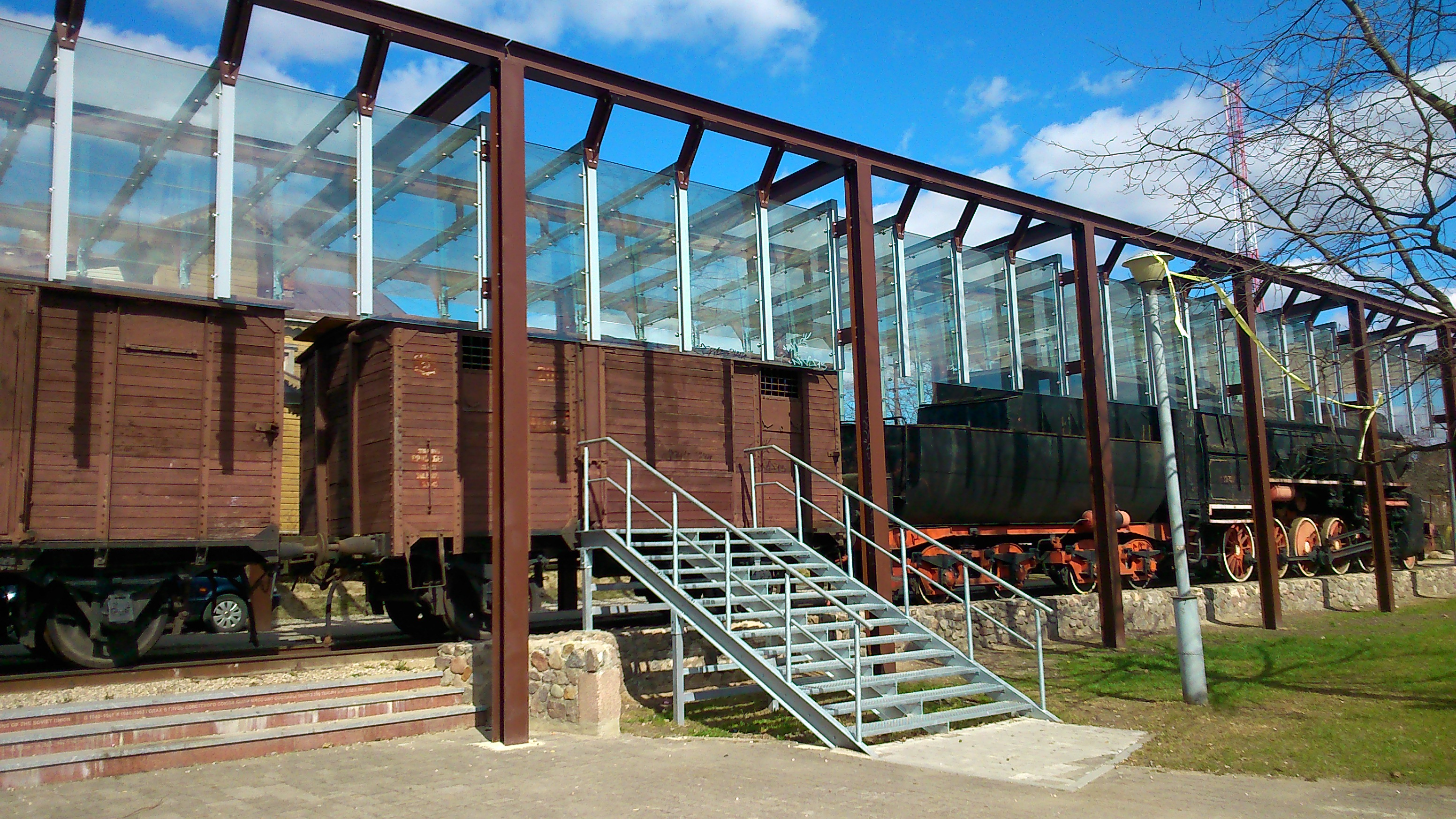
Поезд на железнодорожной станции Науйойи-Вильня

Литовская компартия к моменту присоединения насчитывала всего до 1 тыс. членов. К 1941 году — 2486. 18 сентября 1940 года Политбюро ЦК ВКП(б) определило руководящее звено Компартии Литвы. Первым секретарем ЦК КП(б) Литвы был утвержден Антанас Снечкус. Первые лица Литвы — Палецкис и Гедвилас — также стали членами республиканского Бюро. Поскольку желающих вступать в компартию было мало, в марте 1941 года был введён упрощенный порядок приёма.
После формального присоединения начался процесс формирования новых органов власти по советскому образцу. Деканозову было поручено подготовить новую конституцию. В экономике первым пунктом был переход на советский рубль, вторым — национализация частной собственности. Национализировалась вся земля, предприятия, банки, торговля, коммунальное хозяйство и недвижимость. Национализировались также крупные домовладения. Вопреки указаниям из Москвы новые литовские руководители национализировали также небольшие домовладения по суммарной площади, принадлежавшей одному владельцу. Это привело, в частности, к дипломатическому скандалу с национализацией собственности британской подданной в Мариямполе.
В марте 1941 года литовский лит был заменен советским рублем. На счетах в банках вкладчикам оставляли не более тысячи рублей. Остальная сумма изымалась. Зарплаты выросли, но покупательная стоимость денег упала. Возник дефицит промышленных и продовольственных товаров.
В октябре 1940 года в школах введена новая программа обучения. Стали создаваться комсомольские и пионерские организации. Высшие учебные заведения были реорганизованы и расширены. В феврале 1941 года создана Академия наук, с исследовательскими центрами. В течение одного года в Литве было открыто 133 новые библиотеки, 76 детских садов, 7 театров.
Не все в Литве были довольны советскими реформами. Из двухмиллионного населения республики 80 % были крестьяне с их хуторской жизнью. К тому же, 65 тыс. получили землю в пору первой Литовской республики. Более 72 тысяч бедняцких хозяйств получили от советской власти землю, но полностью распорядиться ею не все смогли, из-за недостатка сельхозорудий, лошадей.
В литовской армии офицеры начали формировать подпольные боевые организации ещё до момента роспуска «буржуазных армий» и складывания Национальных корпусов в составе РKKA. С октября 1939 по август 1940 органы НКВД СССР провели «работу по выявлению антисоветских и шпионских элементов». В октябре 1939 года наркомом НКВД Л. Берией был подписан приказ № 001223, обосновавший принципы репрессий некоторых категорий жителей Прибалтики, Западной Украины, Западной Беларусии и Молдавии. Сначала в Литве прошли аресты среди осевшей здесь русской эмиграции, — забирали бывших офицеров. Массовые аресты начались 10 июля 1940 года, пострадало около 7 тыс. человек, среди них политики, чиновники, общественные и культурные деятели. В июне 1941 года началась депортация в Сибирь и Казахстан. Согласно общепринятым в Литве данным, только за 1941 год из Литвы было вывезено 17,5 тыс. человек, а за 1945—1953 гг. 132 тыс..

### После немецкой оккупации
После возвращения Красной армии в 1944 году в Литве развернулось массовое вооруженное сопротивление, продолжавшееся середины 1950-х годов. По экспертным оценкам численность партизан составляла до 30-33 тыс. человек. Наиболее сильной организацией была Литовская освободительная армия, основанная в декабре 1941 года. Период 1944—1947 годов характерен тем, что действия литовских партизан носили в основном характер открытой вооружённой борьбы. Было даже создано офицерское училище, преподавателями которого были офицеры, преимущественно служившие ранее в литовской довоенной армии.
В 1947 году тактика советизации Прибалтики резко ужесточилась: была сделана ставка на сплошную коллективизацию, массовые депортации и репрессии против недовольных. С 1947 года борьба с партизанами была передана в ведение Министерства госбезопасности. В 1951 году численность агентов и осведомителей МГБ достигла 27 000 человек. Основными направлениями борьбы стали уничтожение социальной базы повстанцев и разложение сопротивления изнутри путём вербовки и внедрения агентов, охота за партизанскими руководителями, ликвидация партизанских групп с помощью оперативных отрядов, легендированных под партизан.
В марте 1949 года из Литвы в рамках операции «Прибой» было депортировано 33 496 человек. Общая численность репрессированных в Литве в период 1944-1952 гг. составила 276 379 человек. Со стороны МВД и партхозактива погибло 12 910 человек.

## Последствия
Некоторые страны отказались признавать вхождение Литвы в состав СССР. Так, 23 июля 1940 года исполняющий обязанности государственного секретаря США Самнер Уэллес обнародовал декларацию, в которой заявлялось о неправомерности действий СССР. Период нахождения республики в составе СССР самой Литвой, странами Балтии и многими другими странами мира называют «советской оккупацией». В июне 1983 года президент США Рональд Рейган подтвердил что «правительство США никогда не признавало насильственную инкорпорацию прибалтийских стран в состав Советского Союза и не сделает этого в будущем». Летом 2005 года, в канун 65-й годовщины присоединения Литвы к СССР, американский конгресс принял резолюцию об оккупации Прибалтики.
Для западных историков эта оценка является общепринятой. Общим тезисом является насильственное присоединение Литвы, Латвии и Эстонии к СССР и советская оккупация. Часть российских историков также поддерживает эту оценку, другие признают аннексию, а оценку событий как оккупации считают спорной. Эстонский правовед Лаури Мялксоо писал, что незаконная аннексия стран Балтии в 1940 году была актом агрессии и нарушением действовавших на то время двухсторонних и многосторонних договоров. В связи с этим независимость этих стран была прекращена де-факто, но существовала де-юре в условиях советской оккупации до 1991 года. Литва отмечает День восстановления Литовского государства 16 февраля, в тот день, когда её независимость была провозглашена в 1918 году. 11 марта отмечается День восстановления независимости Литвы — в день принятия Верховным советом Литовской республики Акта о восстановлении независимости Литвы в 1990 году. Страны Евросоюза, США и ряд других государств официально признали правопреемственность Литвы по отношению к довоенному государству. В частности, на внеочередном заседании министров иностранных дел государств-членов ЕС 27 августа 1991 года приветствовалось «восстановление суверенитета и независимости стран Балтии, утраченных ими в 1940 году».
В преамбуле к Договору об основах межгосударственных отношений между Литовской Республикой и Российской Федерацией, заключённому 29 июля 1991 года, президент России Борис Ельцин официально признал факт советской аннексии Литвы.
3 июня 2000 года Сейм Литовской Республики принял закон «О возмещении причиненного оккупацией СССР ущерба». В своем выступлении 7 января 2008 года на коллегии МИД президент страны Валдас Адамкус в очередной раз поднял тему возмещения Россией нанесенного в 1939—1941 и 1945—1991 гг. ущерба и назвал сумму в 276 млрд долларов США. Согласно опросу 2007 года, 70 % жителей Литвы считали Россию ответственной за ущерб, нанесенный в советский период. Противоположного мнения придерживались 5,6 %. При этом, однако, почти 80 % жителей не верили, что Россия когда-либо компенсирует этот ущерб.

## Комментарии
1. ↑  «Устранение Союзом ССР нарушающих суверенитет Литвы последствий аннексии 1940 года создает дополнительные условия доверия между Высокими Договаривающимися Сторонами и их народами»